# Lone Oak (Texas)
Pour les articles homonymes, voir Lone Oak.
Lone Oak est une ville située au sud-est du comté de Hunt au Texas, aux États-Unis,. La ville est incorporée en 1890.

## Démographie
Lors du recensement de 2010, la ville comptait une population de 598 habitants. Elle est estimée, en 2018, à 665 habitants.

### Source de la traduction
- (en) Cet article est partiellement ou en totalité issu de l’article de Wikipédia en anglais intitulé « Lone Oak, Texas » (voir la liste des auteurs).